# Ligne de tramway 40 (SNCV Groupe du Centre)
La ligne 40 est une ancienne ligne du tramway du Centre de la Société nationale des chemins de fer vicinaux (SNCV) qui reliait Strépy-Bracquegnies à Trivières.

## Histoire
1937 : mise en service, traction électrique[réf. souhaitée].
31 décembre 1961 : suppression, remplacement par un autobus sous l'indice 140.

## Exploitation

### Horaires
Tableaux : 877 (1958).